# Antônio Olinto, Paraná
Antônio Olinto (aparținând statului Paraná) este un oraș în Brazilia. 